# Flassan
Flassan é uma comuna francesa na região administrativa da Provença-Alpes-Costa Azul, no departamento de Vaucluse. Estende-se por uma área de 20,6 km². Em 2010 a comuna tinha 488 habitantes (densidade: 23,7 hab./km²).